# 边界
邊界，亦稱疆界，指用於劃分不同政權所轄區域、領地的地理分界線，進而可標示該區域的範圍。边界与国界不是同义词，例如，深圳与香港之间的界线可称为边界，依法实施边界管理、边防检查、边防禁区等行政措施，但不是国界。若分界線不设关卡和边防人员則稱不设防疆界（英語：undefended border），雖名為不設防，但可能仍會由軍隊、邊防、警察等軍事及治安管理機關派員巡邏，以控制非法的人、車、貨跨越。目前世界上最长的不设防疆界为加拿大与美国的疆界。申根協議的參與國之間國界也大多為不設防疆界，最短的不设防疆界可能為荷屬聖馬丁與法屬聖馬丁的國界。

## 概要
國家之間的邊界概念，可通過條約作書面上的规定，或以實體的界標作實地规定。通常國家、政治實體之間的边界地区有軍隊駐防。
国界有人为和天然的两种，人为的例如界碑、界墙、运河等，天然的例如山脉河川等，但事实上即使有了天然国界，也还需要划定人为界线。用条约方式划定国界，要经过“定界”和“划界”两种手续，定界是概念上用条约文字来确定国界的走向和地位，绘制有国界线的地形详图，并作国界通过地点的简单记录等，划界是到现场实地去划定實體的界线，通常由缔约国共同组织进行的。对于根据有关国家的双边条约划定的国界，单方面不得加以改变。
設有邊防檢查的邊界地區稱為口岸，在主要通商的口岸设有海关、出入境管理及檢疫設施，也就是CIQ。
一般而言，人口和貨物均不能完全自由地穿越邊界。人口需要護照、簽證等文件以獲得在特定的邊界進出有關國家的權利。運輸貨物越過邊界時亦可能需要接受檢查、繳納關稅。人口在未經授權下穿越邊界稱為偷渡；貨物在未經授權下穿越邊界稱為走私。但也有例外，例如：歐洲的申根公約，和愛爾蘭共和國及英國的北愛爾蘭之間的邊界；但實際上，人口和貨物穿越上述兩者邊界時，已經獲得默許通過邊界。

## 边界与边境、国界与国境的区别
- 边界：仅指地理分界线，可以指一个政权范围内的行政分区分界线，也可以指国界。
- 国界：指国家与国家之间的行政分界线。
- 边境：指临近边界的区域范围；
- 国境：指临近国界的区域范围，这类地区汉语也通常称为“边疆”。

然而，有部分的島嶼國家由於沒有直接與週邊國家聯繫的陸上通道，因此沒有兩國領土接壤的邊界，如澳大利亞、紐西蘭、巴林、冰島、古巴、菲律賓、馬達加斯加、斯里蘭卡、日本等等；但部分島國設有往其他國家的陸路交通，如英國有與法國聯繫的英法海底隧道，以及與愛爾蘭接壤的邊界；新加坡雖為島國，但有與馬來西亞聯繫的橋樑，故有馬新之間的邊防檢查。巴林与沙特阿拉伯之间有法赫德国王大桥相连，因此巴林与沙特阿拉伯之间就有陆上边防检查。

## 著名的歷史邊界
- 萬里長城 （秦朝/汉朝与匈奴；隋朝/唐朝与東突厥、回紇；明朝与北元、韃靼、建州女真、朝鮮國边界）
- 哈德良長城（蘇格蘭与羅馬帝国边界）
- 大同江（唐朝与新罗、渤海国与新罗边界）
- 六盘山（唐朝与吐蕃边界）
- 大渡河（宋朝与大理国边界）
- 白溝河（北宋与契丹/遼朝边界）
- 秦嶺淮河線（金朝与南宋边界）
- 奄美大島與橫當島間海峽（日本与琉球边界）
- 柏林圍牆、德國國內邊界 (東西德邊界)
- 一七線（南北越邊界）
- 北纬50度线（大日本帝國与俄羅斯帝国在库页岛的分界线）
- 鐵幕（從東德到南斯拉夫边界）
- 竹幕
- 麥克馬洪線（中國及印度边界，中國拒絕承認）
- 寇松线
- 噴赤河（阿富汗与塔吉克斯坦边界）

## 現有邊界

### 歐洲
- 阿尔卑斯山脉（ 義大利与 奥地利边界）
- 比利牛斯山脉（ 法國与 西班牙边界）
- 日内瓦湖（ 瑞士与 法國边界）
- 奥德河-尼斯河线 （ 德国与 波蘭边界）
- 斯庫台湖（ 阿尔巴尼亚與 蒙特內哥羅邊界）
- 高加索山脈（ 俄羅斯與 亞美尼亞、 、 邊界）

### 美洲
- 北纬49度线、美加邊界、彩虹橋 (尼亞加拉)（美國北部与加拿大边界）
- 美墨邊界（美國南部与墨西哥边界）

### 亞洲
- 綠线（ 以色列與 埃及、 约旦、 叙利亚边界）
- 阿拉干山脉（ 緬甸与 边界）
- 喜马拉雅山脉（ 中国西藏与 尼泊尔边界）
- 长山山脉（ 越南与 边界）
- 黑龙江、乌苏里江（ 中国与 俄羅斯東段边界）
- 鸭绿江、图们江、中朝友誼橋（ 中国与 边界）
- 北仑河（ 中国与 越南边界）
- 幼发拉底河（ 伊朗与 伊拉克边界）
- 阿姆河（ 阿富汗与 、 边界）
- 三十八度線( 与 边界)
- 杜兰线（ 巴基斯坦与 阿富汗边界）
- 湄公河（ 泰國与 边界）
- 友誼關（ 中华人民共和国与 越南邊界）
- 臺灣海峽中線、金廈海峽（海峽兩岸實際軍事分界線）
- 香港邊境禁區（深圳河、沙頭角河、中英街）（中国內地与香港邊界）
- 鸭涌河（中国內地与澳門邊界）

### 非洲地區
- 北纬22度线（ 埃及与 苏丹部分边界）

## 邊界湖泊
有些湖泊被兩個以上的國家共同管理，例如：

### 亞洲
- 長白山天池： 與 中國
- 興凱湖： 俄羅斯與 中國
- 貝爾湖： 中國與 蒙古国
- 班公錯： 中國與 印度
- 烏布蘇湖： 蒙古国與 俄羅斯
- 鹹海： 與
- 薩雷卡梅什湖： 與
- 裏海：   俄羅斯 與 伊朗
- 死海： 以色列 巴勒斯坦(有爭議)與 约旦

### 歐洲
- 奧赫里德湖：阿爾巴尼亞與北馬其頓
- 普雷斯帕湖：阿爾巴尼亞、北馬其頓與希臘
- 小普雷斯帕湖：阿爾巴尼亞與希臘
- 多伊蘭湖：北馬其頓與希臘
- 斯庫台湖：阿爾巴尼亞與蒙特內哥羅
- 新錫德爾湖：奧地利與匈牙利
- 馬焦雷湖：瑞士與義大利
- 盧加諾湖：瑞士與義大利
- 波登湖：德國、瑞士與奧地利
- 萊芒湖：瑞士與法國
- 楚德湖（佩普西湖）：愛沙尼亞與俄羅斯

### 非洲
- 納賽爾湖： 埃及與 苏丹
- 查德湖： 尼日尔 奈及利亞 與 喀麦隆
- 阿貝湖： 與 衣索比亞
- 圖爾卡納湖： 衣索比亞與
- 艾伯特湖： 刚果民主共和国與 乌干达
- 愛德華湖： 刚果民主共和国與 乌干达
- 維多利亞湖： 乌干达 坦桑尼亚與
- 基伏湖： 刚果民主共和国與 卢旺达
- 納特龍湖： 與 坦桑尼亚
- 坦干伊喀湖：  刚果民主共和国 坦桑尼亚與 尚比亞
- 姆韋魯湖： 刚果民主共和国與 尚比亞
- 馬拉威湖： 马拉维 坦桑尼亚(有爭議)與 莫桑比克
- 奇爾瓦湖： 马拉维與 莫桑比克
- 卡里巴水庫： 辛巴威與 尚比亞

### 美洲
- 伍茲湖：加拿大與美國
- 雷尼湖：加拿大與美國
- 蘇必略湖：加拿大與美國
- 休倫湖：加拿大與美國
- 伊利湖：加拿大與美國
- 安大略湖：加拿大與美國
- 圣克莱尔湖：加拿大與美國
- 尚普蘭湖：加拿大與美國
- 索馬特爾湖：海地與多明尼加
- 的的喀喀湖：秘魯與玻利維亞
- 布宜諾斯艾利斯湖：阿根廷與智利
- 別德馬湖：阿根廷與智利
- 法尼亞諾湖：阿根廷與智利

## 相册

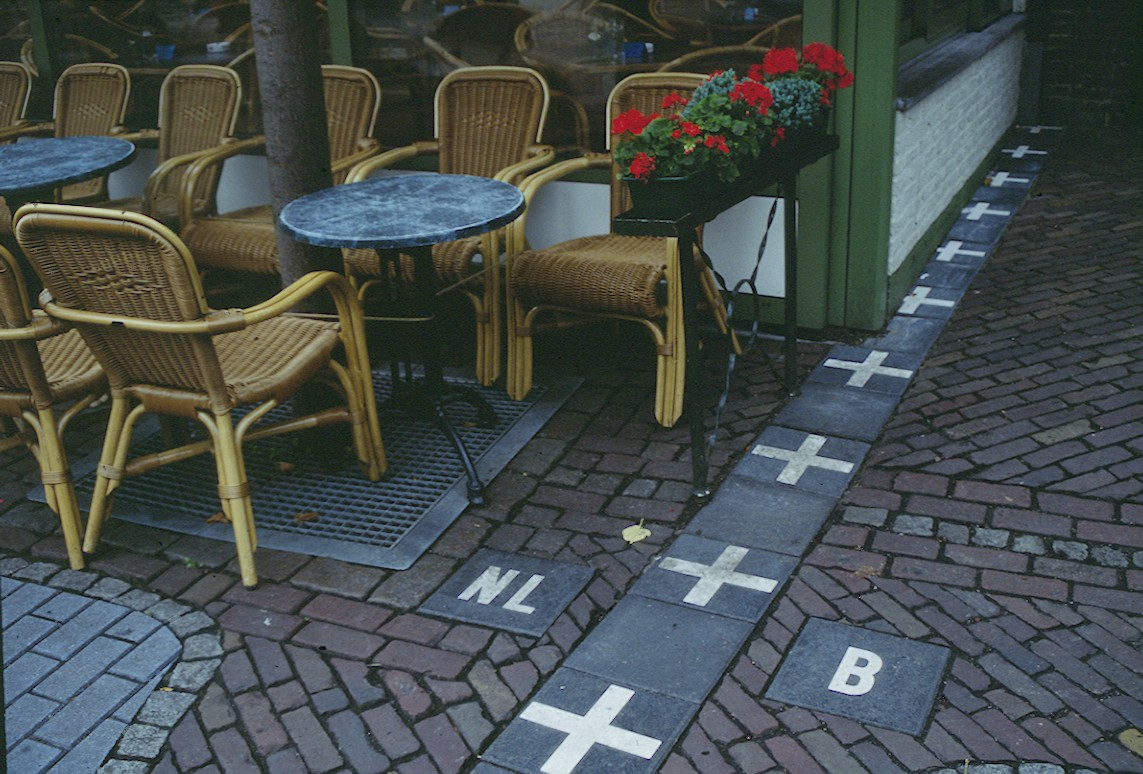
荷蘭（圖左）與比利時（圖右）在巴勒納紹的國界線（地面上的白十字記號）
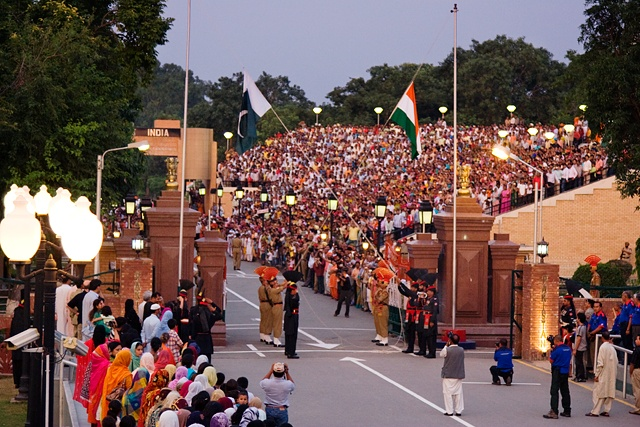
印度与巴基斯坦边界的降旗仪式
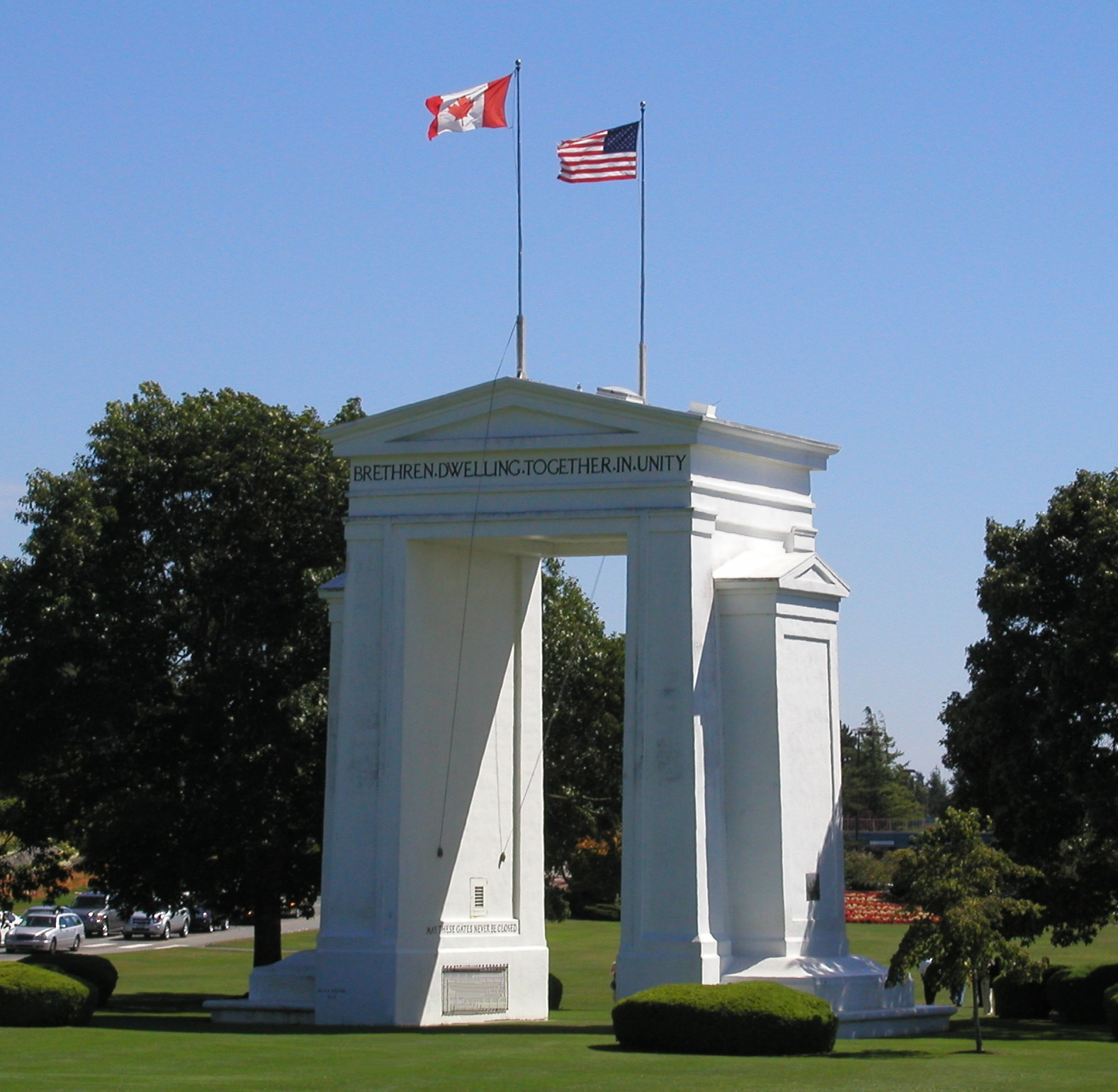
位于美国华盛顿州布莱恩与加拿大卑诗省素里市之间边境上的和平拱门（Peace Arch）。